# Jürgen Beuschel

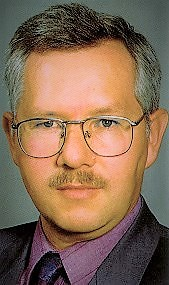
Jürgen Beuschel

Jürgen Beuschel (* 1946 in Plauen) ist ein deutscher Ingenieur sowie Professor für Automatisierungstechnik und Industrielle Kommunikation.

## Leben
Jürgen Beuschel wurde in Plauen im Vogtland geboren. Nach dem Abitur 1964 ging er zum Studium nach Moskau. 1970 erwarb er den akademischen Grad Diplomingenieur für Elektrotechnik mit der Spezialisierung Automation und Telemechanik. Anschließend erarbeitete er seine Doktorarbeit und promovierte 1973 zum Doktor-Ingenieur (Dr.-Ing.) mit der Dissertation Zuverlässigkeitsanalyse der Steuerung einer automatischen Zugbremsung an der Moskauer Hochschule für Eisenbahntransport. Sein wissenschaftlicher Betreuer war J. M. Puljer.
Sein Berufseinstieg erfolgte 1973 im Institut für Regelungstechnik (IfR) in Berlin, der zentralen Forschungs- und Entwicklungseinrichtung mit damals 1200 Beschäftigten, das ursprünglich zur VVB Regelungstechnik, Gerätebau und Optik mit 11 Produktionsbetrieben der Mess-, Steuerungs- und Regelungstechnik gehörte. Dann wurde hieraus im Zuge der Kombinatsbildungen in den 1970er Jahren das Zentrum für Forschung und Technologie (ZFT) des Kombinats Elektro-Apparate-Werke (EAW) Berlin-Treptow. Hieraus wurde 1991 über ein Management-Buy-Out mit Belegschaftsbeteiligung die AUCOTEAM GmbH gegründet, deren  25-jähriges Firmenjubiläum 2016 stattfand.

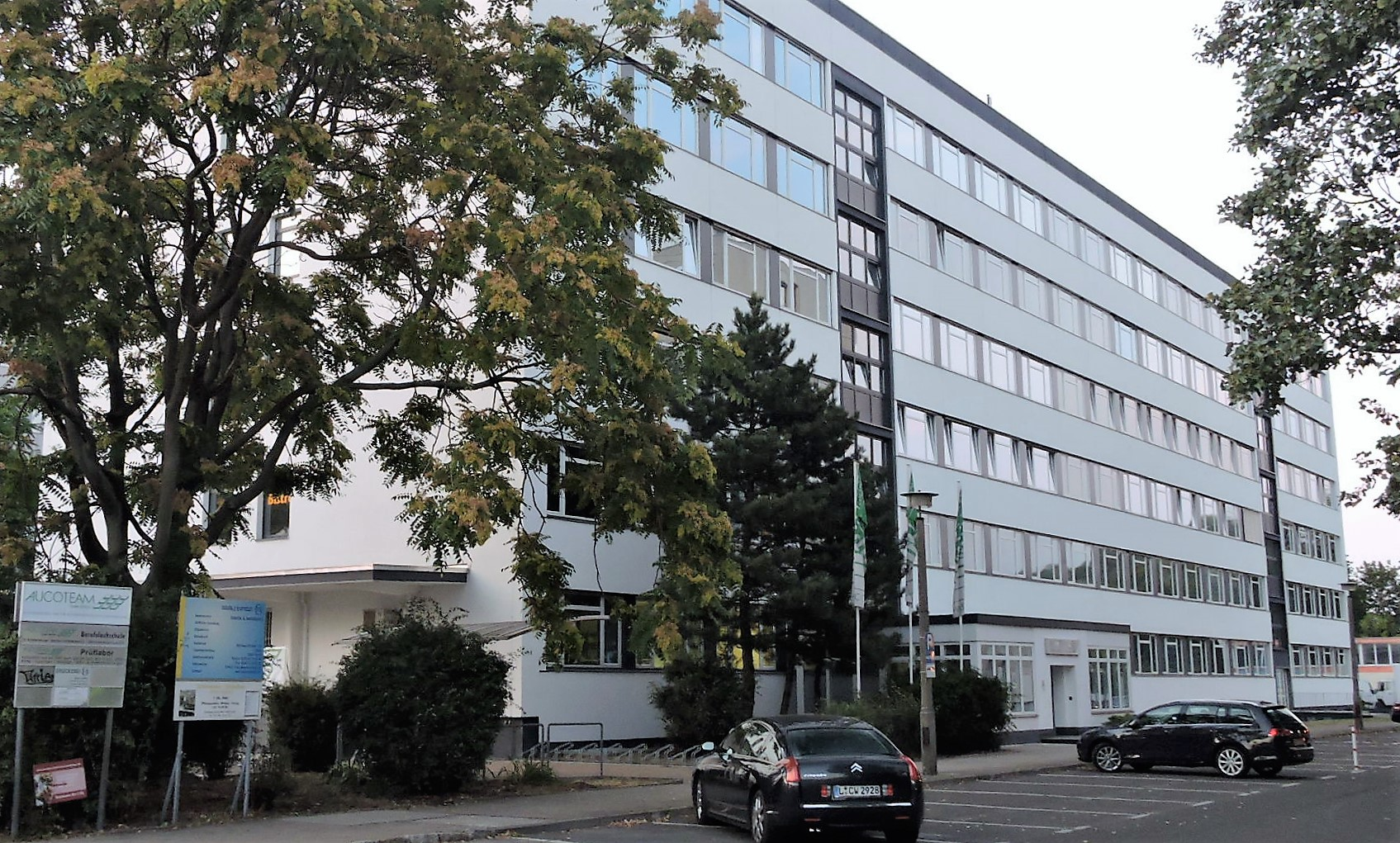
Institut für Regelungstechnik (IfR) / Zentrum für Forschung und Technologie (ZFT), Berlin-Prenzlauer Berg, Storkower Straße 115A (1968–1991, danach AUCOTEAM)

Beuschel war insgesamt 15 Jahre in der Industrie tätig und hier vorwiegend mit der Entwicklung von Automatisierungsgeräten befasst. Im IfR und ZFT gewann Beuschel einen breiten Einblick in die praktische Umsetzung von Ingenieurleistungen für Automatisierungstechnik, sowohl durch die umfangreichen Entwicklungslabors und Werkstätten, als auch durch die Nähe zu Geräte- und Anlagenherstellern und Großanwendern. Er sammelte dabei sehr schnell vielfältige Berufserfahrungen, da er in einem Umkreis von Fachexperten für industrielle Mess-, Steuerungs- und Regelungstechnik sowie Kommunikationstechnik tätig war.
Der stark wachsende Einsatz von Mikroelektronik sowie insbesondere die 1971 erfolgte Erfindung des Mikroprozessors begünstigten in den 1970er und 1980er Jahren spezifische Geräteentwicklungen des IfR und des ZFT zur industriellen Digitaltechnik. Hierbei lernte Beuschel die Dezentralisierung von intelligenten Einheiten und deren Vernetzung durch die Bustechnologie näher kennen als digitales, paralleles oder serielles Bussystem für Interfaces. Diese Bustechnologie beschäftigte Beuschel über die Jahre zunehmend, sodass er schließlich auch zu einem Spezialisten der eigenständigen Industriellen Kommunikationstechnik wurde, insbesondere für das System LON (Local Operating Network) im Anwendungsbereich Gebäudeautomation.
Während dieser Zeit in der Industrie hat Beuschel nebenamtlich seine Habilitation an der Humboldt-Universität zu Berlin (HUB) 1985 mit einer Schrift zum Thema Die philosophische Relevanz technik-wissenschaftlicher Theorien erlangt. Seine wissenschaftlichen Berater waren hierbei 
Hermann Ley und Karl-Friedrich Wessel.
1988 erfolgte seine Berufung zum Hochschuldozenten für das Fachgebiet Automatisierung an die Ingenieurhochschule (IH) Berlin-Lichtenberg (entsprach C3-Professor). Nach der deutschen Wiedervereinigung wurde Beuschel 1992 als Professor für Automatisierungstechnik an die  Fachhochschule für Technik und Wirtschaft Berlin berufen, heute Hochschule für Technik und Wirtschaft Berlin (HTW Berlin). 
Das IfR und das ZFT unterstützten generell die Kooperation mit Hochschulen, Universitäten und Akademieinstituten, sodass aus beiden Einrichtungen neben Beuschel noch weitere  Professoren hervorgegangen sind: Gunter Schwarze, Achim Sydow, Georg C. Brack, Wolfgang Weller, Bernhard Rodenbeck, Hans Fuchs, Werner Kriesel u. a.  

### Fachgebiete und Arbeitsschwerpunkte
- Prozesssteuerungssysteme
- Verteilte Automatisierungssysteme
- Speicherprogrammierbare Steuerungen
- Feldbussysteme
- Zuverlässigkeit/Sicherheit automatisierter Systeme.

Beuschel ist 2011 in den altersbedingten Ruhestand eingetreten.
Er ist mit der Journalistin Ilona Beuschel verheiratet, das Ehepaar hat die beiden erwachsenen Kinder Martin und Marlene.

## Veröffentlichungen
- Jürgen Beuschel; K. Fischer; Gerhard Banse: Zuverlässigkeitstheorie – eine technikwissenschaftliche Betrachtung. Messen, steuern, regeln, Berlin, H. 6 (1981) S. 312–316.

- Die philosophische Relevanz technikwissenschaftlicher Theorie – erkenntnistheoretisch-methodologische Grundlagen der Zuverlässigkeitstheorie und ihr Abbildcharakter als technikwissenschaftliche Disziplin. Dissertation B, Humboldt-Universität zu Berlin, 1985.
- Ist der Zufall beherrschbar? Spectrum. H. 6 (1988) S. 20–22.
- Prozesssteuerungssysteme – Einführung in die Informationsverarbeitung in Automatisierungsanlagen. R. Oldenbourg Verlag, München; Wien 1994, ISBN 978-3-486-22668-3.
- LonWorks-Technik in der Gebäudeautomation – Einführung für Fachkräfte der Elektrotechnik.  Huss-Medien; Verlag Technik, Berlin 2003, ISBN 978-3-341-01346-5.
- Jürgen Beuschel: LON Local Operating Network. In: Gerhard Schnell und Bernhard Wiedemann (Hrsg.): Bussysteme in der Automatisierungs- und Prozesstechnik – Grundlagen, Systeme und Trends der industriellen Kommunikation. Vieweg Verlag, Wiesbaden 2006, 6. Auflage, ISBN 3-8348-0045-7.
- Jürgen Beuschel; Dirk Schöttke: Entwicklung einer Steuerungs- und Regelungstechnik zur Automatisierung nichtlinearer Prozesse. Berlin 2006.
- Angewandte Automation – Migration von Technologie integriert nach Integration der Technologien?! Berlin 2009.